# Rente
Rente betegner ofte prisen, der er knyttet til lån eller udlån af penge. Mere generelt bruges betegnelsen om den betaling, en låner af et aktiv betaler til ejeren som kompensation for aktivets anvendelse. Jordrente er således den løbende indkomst, som ejeren af et jordstykke kan indtjene som følge af sit ejerskab ved at bortforpagte jordstykket (eller alternativt ved selv at udnytte det i sin virksomhed). På tilsvarende vis anvendes begreber som ressourcerente og mere generelt knaphedsrenter.
Renten angives oftest som en procentsats per betalingsperiode, f.eks. per år. Rente kan betales løbende eller tilskrives det lånte beløb, der således vokser, hvorved fænomenet rentes rente opstår.

## Historie
Udlån af "madpenge" var almindeligt i Mellemøsten så langt tilbage som 5000 fvt. De opfattede rente som legitimt, eftersom sædekorn og dyr kunne reproducere sig selv, hvorimod der i jødedommen har været et ældgammelt religiøst betinget forbud mod åger. I byen Eshnunnas lovsamling fra det tidlige andet årtusind fvt. optrådte regler for rentegivning.
Det første koncil i Nikæa forbød i 325 gejstlige at bedrive åger, som blev defineret som udlån mod en rente, der oversteg 1 % om måneden.
Senere økumeniske konciler udvidede forbuddet til lægmænd. Den katolske kirkes modstand mod rentetagning skærpedes i skolastikkens tidsalder, hvor selv det at forsvare rentetagning blev opfattet som kætteri. Thomas Aquinas, den katolske kirkes ledende teolog, mente, at rentetagning var forkert, fordi det var "dobbelt opkrævning", opkrævning for både genstanden og brug af genstanden.
Også i muslimske samfund opfattes rentetagning som problematisk, og de fleste lærde er enige om, at Koranen udtrykkeligt forbyder at tage renter. Dog slipper man i praksis udenom forbuddet mod rente i de muslimske lande ved forskellige tiltag. En mulighed er at forvandle renten til en kapitalgevinst.
I renæssancen medførte den øgede mobilitet en stigning i handelen og skabte grundlag for nye erhverv. Efterhånden ændredes også synet på rentetagning, og det blev et alment anerkendt og lovligt fænomen. I dag er meget høj rentetagning i form af åger stadig forbudt i en række lande, mens almindelig forrentning er et dagligdags og meget centralt led i finansiel virksomhed verden over. Også i dag mener nogle dog, at rentetagning medfører negative virkninger for samfundet og arbejder derfor for et rentefrit samfund, for eksempel J.A.K.-bevægelsen.

## Nominel rente, realrente og inflation
Man skelner mellem nominelle renter og realrenter, hvor sidstnævnte i modsætning til førstnævnte har korrigeret for (fratrukket) inflation. Sammenhængen mellem dem udtrykkes ved Fisher-ligningen, der ofte skrives som
{\displaystyle i\approx r+\pi ,}
hvor i står for den nominelle rente, r er realrenten og π er inflationen. Fisher-ligningen er opkaldt efter den engelske økonom Irving Fisher, der bl.a. er berømt for sin renteteori.

## Typer af rente
Renter optræder ofte i forbindelse med bankernes ind- og udlån: Privatpersoner og virksomheder betaler renter af banklån og kan omvendt få renter af de indeståender, de har i banken. Bankers udlånsrente (den rente, de opkræver for at låne penge ud) er typisk højere end deres indlånsrente (renten, de betaler for indeståender). Forskellen betegnes som rentemarginalen og er en vigtig del af bankernes indtægter (ved siden af gebyrer for diverse bankforretninger).
Også udstedelsen og besiddelsen af obligationer er forbundet med rentebetalinger. Her skelnes mellem pålydende og effektiv rente, hvor sidstnævnte også medregner kursgevinsten (eller tabet), som ejeren tjener via sit ejerskab af obligationen.
Pengepolitiske renter er de renter, som centralbanker fastsætter på deres ud- og indlån i forhold til deres pengepolitiske modparter (typisk forretningsbanker). Pengepolitiske renter er som regel det vigtigste instrument i et land eller valutaområdes pengepolitik. Danmarks Nationalbank har fire forskellige officielle pengepolitiske renter: Foliorenten, indskudsbevisrenten, Nationalbankens udlånsrente samt diskontoen.

### Kreditrente og morarente
Kreditrenten er den rente, som skylder betaler inden lånets forfaldsdag " d.v.s. (en del af) prisen for at låne)"; mens morarente er den rente, som skyldner skal betale "efter lånets forfaldsdag, d.v.s. prisen for ikke at betale til tiden".

## Hvad bestemmer renteniveauet?
De fleste renter er såkaldte markedsrenter, dvs. deres pris bestemmes som andre markedspriser af udbud og efterspørgsel på et marked. Undtagelsen er de ovenfor nævnte pengepolitiske renter, som fastsættes administrativt af centralbankerne.
I praksis vil renter på kortfristede lån, herunder de fleste banklån og bankindskud (også kaldet korte renter) være kraftigt påvirket af de pengepolitiske renters niveau. Det er netop gennem indflydelsen på de kortsigtede markedsrenters niveau, at centralbankernes pengepolitik får realøkonomisk betydning - den såkaldte pengepolitiske transmissionsmekanisme.
Sammenhængen mellem pengepolitikken og mere langfristede renter som f.eks. renten på langfristede kreditforeningsobligationer (også kaldet lange renter) er svagere. Ofte regner man med, at de lange renteniveauer bestemmes på kapitalmarkederne, dvs. af udbuddet af kapital, som ikke mindst afhænger af opsparingen i et samfund, og af efterspørgslen, som bl.a. afhænger af investeringslysten i private virksomheder. Renten tilpasser sig til det niveau, der skaber ligevægt mellem udbud og efterspørgsel. Renten vil dermed også blive påvirket af ændringer i enten udbuds- eller efterspørgselsforhold.

## Samfundsøkonomisk betydning
Det generelle renteniveau i økonomien har stor betydning for den økonomiske udvikling. Et rentefald vil således - alt andet lige - give tilskyndelse til flere investeringer, fordi det bliver billgere for virksomhederne at lånefinansiere investeringerne. En lavere rente vil normalt også stimulere det private forbrug. En af årsagerne hertil er, at et rentefald vil medføre højere boligpriser, og det vil forøge friværdien blandt boligejere og give dem bedre lånemuligheder. Et indenlandsk rentefald vil også alt andet lige give tendens til en depreciering af landets valuta, idet rentefaldet må forventes at medføre, at kapitalen flyder fra landet til lande med højere afkastmuligheder. En depreciering vil stimulere landets nettoeksport, der sammen med investeringer og forbrug udgør centrale elementer i den samlede efterspørgsel i et land. En rentestigning vil have præcis den modsatte virkning af et rentefald.
Renteniveauet er derfor en vigtig faktor i bestemmelsen af konjunktursituationen i et land. Netop dette er baggrunden for, at renten som regel er det afgørende instrument i pengepolitikken.

## Historisk renteniveau
Den gennemsnitlige nominelle rente på danske statspapirer i perioden 1875-2003 var på 6,36 % årligt ifølge en undersøgelse fra Nationalbanken. Niveauet har svinget meget over tid, primært på grund af udsving i inflationen. Især i 1960'erne og 1970'erne var der en stigende trend i det nominelle renteniveau, der igen blev afløst af et fald efter 1980. Realrenten har i gennemsnit ligget på et niveau lige omkring 3 % over hele perioden.
Globalt set har der været et betydeligt rentefald siden omkring 2000. Der har været nævnt flere forskellige mulige årsager til rentefaldet, såsom en meget lempelig amerikansk pengepolitik og stigende opsparing i store udviklingslande som Kina.

## Negative renter
Som følge af finanskrisen efter 2007 er renteniveauet fortsat faldet, og i flere lande, bl.a. Danmark, er nogle nominelle renter som f.eks. de pengepolitiske renter og renten på kortfristede statspapirer ligefrem blevet negativ. Mens realrenten (den nominelle rente fratrukket inflationen) sagtens kan være negativ og ofte tidligere har været det, har man indtil for nylig traditionelt ment, at negative nominelle renter var en umulighed i praksis. En negativ nominel rente betyder, at man betaler for at låne penge ud, eller omvendt, at man får betaling for at låne penge. Men hvorfor skulle man betale for at låne sine penge ud, når man i stedet blot kan vælge at beholde dem selv, har argumentet lydt.
Når et negativt renteniveau alligevel kan eksistere, er det, fordi forholdene er mere komplicerede. Hvis der er tale om store beløb, er det besværligt og omkostningsfuldt at opbevare sedlerne sikkert, og så vil det ofte være mere hensigtsmæssigt at tage til takke med en svagt negativ rente. Den negative rente bliver en slags gebyr for at opbevare andres penge sikkert.
Finansfolk og økonomer har i den nye situation diskuteret, hvor negative renterne kan blive. Synspunktet er, at der stadig må være en nedre grænse, fordi folk vil holde op med at låne penge ud og i stedet foretrække at ligge inde med kontantbeholdninger, hvis udlånsrenterne bliver for negative. Nogle argumenterer for, at minus to-tre procent kan være den afgørende nedre grænse. Andre sætter grænsen ved minus en halv procent. Nobelpristageren Paul Krugman mener, at den nedre grænse vil være lig med opbevaringsomkostningerne for store kontantbeholdninger.